# Lachalade
Lachalade és un municipi francès situat al departament del Mosa i a la regió del Gran Est. L'any 2007 tenia 56 habitants.

## Demografia

### Població
El 2007 la població de fet de Lachalade era de 56 persones. Hi havia 24 famílies, de les quals 8 eren unipersonals (8 dones vivint soles i 8 dones vivint soles), 4 parelles sense fills, 8 parelles amb fills i 4 famílies monoparentals amb fills.
La població ha evolucionat segons el següent gràfic:
Habitants censats

### Habitatges
El 2007 hi havia 49 habitatges, 25 eren l'habitatge principal de la família, 18 eren segones residències i 6 estaven desocupats. Tots els 49 habitatges eren cases. Dels 25 habitatges principals, 24 estaven ocupats pels seus propietaris i 1 estava cedit a títol gratuït; 5 tenien tres cambres, 6 en tenien quatre i 14 en tenien cinc o més. 13 habitatges disposaven pel capbaix d'una plaça de pàrquing. A 14 habitatges hi havia un automòbil i a 6 n'hi havia dos o més.

### Piràmide de població
La piràmide de població per edats i sexe el 2009 era:
| Homes | Edats   | Dones |
| ----- | ------- | ----- |
| 0     | 95 o +  | 0     |
| 0     | 90 a 94 | 0     |
| 0     | 85 a 89 | 0     |
| 0     | 80 a 84 | 0     |
| 0     | 75 a 79 | 0     |
| 0     | 70 a 74 | 0     |
| 8     | 65 a 69 | 4     |
| 0     | 60 a 64 | 4     |
| 0     | 55 a 59 | 0     |
| 4     | 50 a 54 | 0     |
| 0     | 45 a 49 | 0     |
| 0     | 40 a 44 | 0     |
| 0     | 35 a 39 | 4     |
| 8     | 30 a 34 | 4     |
| 0     | 25 a 29 | 0     |
| 0     | 20 a 24 | 0     |
| 0     | 15 a 19 | 0     |
| 8     | 10 a 14 | 0     |
| 0     | 5 a 9   | 0     |
| 0     | 0 a 4   | 0     |

## Economia
El 2007 la població en edat de treballar era de 34 persones, 24 eren actives i 10 eren inactives. De les 24 persones actives 21 estaven ocupades (14 homes i 7 dones) i 3 estaven aturades (3 homes). De les 10 persones inactives 3 estaven jubilades i 7 estaven classificades com a «altres inactius».
Activitats econòmiques
Dels 2 establiments que hi havia el 2007, 1 era d'una empresa d'informació i comunicació i 1 d'una empresa de serveis.

## Poblacions més properes
El següent diagrama mostra les poblacions més properes.